# Majoritetsregering
Majoritetsregering är en regering i ett parlamentariskt system där de ingående partierna har majoritet i parlamentet. Det är en typ av regering som kan föra egen politik utan att förhandla med politiska partier utanför den, då den kan förlita sig på att parlamentet kommer att anta dess propositioner. Detta är vanligt i många parlamentariska demokratier; i Finland med en tradition av breda koalitionsregeringar förfogar regeringen i normalfallet över en mycket stabil majoritet i riksdagen. I Sverige har landet däremot, i regel, regerats av minoritetsregeringar, som för sitt parlamentariska stöd förlitat sig på partier utanför regeringen.   